# André Sainjon
Pour l’article homonyme, voir Sainjon.
André Sainjon, né le 23 juillet 1943 à Paris (Seine), est un homme politique puis chef d'entreprise français.

## Biographie
André Sainjon est, au début de sa vie professionnelle, un ouvrier métallurgiste. Il se syndique à la CGT en 1964 puis adhère au Parti communiste l'année suivante. Il gravit les échelons dans ces deux organisations, devenant en 1976 le secrétaire général de la fédération des métallos CGT et membre du Comité central du PCF en 1979. Il quitte cependant ces responsabilités syndicales et politiques en 1988,. 
En 1989, il est élu député européen sur la liste socialiste et il est réélu en 1994 sur la liste radicale de Bernard Tapie. En 1995 il tente de conquérir la mairie de Clichy-sous-Bois, sans y parvenir. 
En 2000, il est nommé Président de la Société nationale d'électricité et de thermique, une filiale commune d'EDF et de Charbonnages de France, chargé de lancer la privatisation du marché de l'énergie. À la suite du rachat de la SNET par un groupe espagnol en 2003, il en quitte la présidence exécutive mais conserve la présidence du conseil d'administration et devient administrateur de Charbonnages de France jusqu'en 2009.

## Détail des fonctions et des mandats
Mandats parlementaires
- 25 juillet 1989 - 18 juillet 1994 : Député européen (liste socialiste conduite par Laurent Fabius)
- 19 juillet 1994 - 19 juillet 1999 : Député européen (liste Énergie radicale menée par Bernard Tapie)

## Récompenses et distinctions
- Officier de la Légion d'honneur (2010)[8].